# Betasyrphus saundersi
Betasyrphus saundersi är en tvåvingeart som först beskrevs av Goot 1964.  Betasyrphus saundersi ingår i släktet Betasyrphus och familjen blomflugor. Inga underarter finns listade i Catalogue of Life.